# Ayata Suzuki
Ayata Suzuki (jap. 鈴木絢大 Suzuki Ayata; ur. 11 listopada 1998) – japoński zapaśnik walczący w stylu klasycznym. Zajął dwunaste miejsce na mistrzostwach świata w 2024. Wicemistrz igrzysk azjatyckich w 2022. Srebrny medalista mistrzostw Azji w 2024; brązowy w 2021 i 2022. Mistrz Japonii w 2019 i drugi w 2020 roku.